# Infiniti (zespół muzyczny)
Infiniti – rosyjski zespół muzyczny, założony w 1999 roku, realizujący elektroniczną muzykę taneczną. Skład zespołu: Tatiana Bondarenko (solistka, autorka muzyki i słów), Aleksiej Kutuzow (kompozytor, aranżer, DJ). Laureat „Złotego Gramofonu” w roku 2008 i 2010. Zwycięzca festiwalu w 2010 r. „Piosenka roku”. Od 2012 roku sprzedano ponad 5 milionów egzemplarzy singla „Gdie ty (Gdzie jesteś)”.